# Einbaum von Hanson
Der Einbaum von Hanson (englisch Hanson Logboat, Shardlow Logboat 1) ist ein bronzezeitlicher Einbaum aus Eiche, der 1998 in einer Kiesgrube in Shardlow, südlich von Derby in Derbyshire in England gefunden wurde. Das Boot befindet sich in der Derby Museum and Art Gallery. Es lag in einem Altarm des Trent.
Das Boot wurde durch Maschinen leicht beschädigt, bevor seine Bedeutung erkannt wurde. Da es sehr schwer war, wurde das etwa 11,0 m lange Boot (ursprünglich etwa 14,0 m lang) zum Transport in 1,0 m lange Abschnitte zersägt. Das Holz wurde gefriergetrocknet, nachdem es vom York Archaeological Trust 18 Monate in Polyethylenglykol getränkt worden war (PEG 200, dann PEG 3400). Dies ist bei der Nassholzkonservierung eine Standardmethode. 2011 begann es aber wieder zu zerfallen, da das Holz weitgehend mineralisiert war.  Ausgrabung und Konservierung kosteten 118000 Pfund Sterling.
Das aus einem Eichenstamm bestehende Boot, dessen Heck fehlt, wurde mit zwei Radiokarbondaten auf 1440–1310 cal. BC. also in die mittlere Bronzezeit datiert. Es ist etwa so alt wie das Doverboot und etwas jünger als die Ferriby-Boote aus Yorkshire. Das Boot war mit Bromsgrove-Sandstein gefüllt, der in der Nähe von Kings Mills abgebaut worden war. Die Steine sollten den Einbaum über Winter unter Wasser halten.
Ein zweites bronzezeitliches Holzboot (Shardlow Logboat, Logboat 2), datiert zwischen 1600–1420 BC (95,4 % Wahrscheinlichkeit), wurde 2003 in derselben Kiesgrube entdeckt und in situ konserviert.